# سیمپ
سیمپ (به انگلیسی: Simp) یک اصطلاح عامیانه اینترنتی است که برای توصیف فردی به‌کار می‌رود که بیش‌ازحد به شخص دیگری توجه و همدردی نشان می‌دهد، معمولاً نسبت به کسی که چنین احساسی را جبران نمی‌کند. این رفتار که «سیمپ‌بودن» نامیده می‌شود، معمولاً در پی جلب محبت یا رابطه جنسی است. این رفتار می‌تواند نسبت به چهره‌های مشهوری مانند بازیگران، سیاست‌مداران یا چهره‌های اینترنتی (مثل ای‌گرل‌ها و ای‌بوی‌ها) صورت گیرد. واژهٔ «سیمپ» تا سال ۲۰۱۹ استفادهٔ پراکنده‌ای داشت، اما از آن زمان در شبکه‌های اجتماعی رایج شد.

## ریشه‌شناسی
در اصل، واژهٔ «سیمپ» کوتاه‌شدهٔ واژهٔ سیمپلتون (به‌معنای آدم ساده‌لوح) است. فرهنگ واژگان  نیو پارتریج کاربرد این واژه را از سال ۱۹۰۳ ثبت کرده است. برای نمونه، در مجله‌ای در فوریهٔ ۱۹۱۷، تصویر زنی دیده می‌شود که با بلندگو به بازیگر مرد می‌گوید: «ببوسش، ای سیمپ! دوربین را راه بنداز!» این واژه در مقاله‌ای از روزنامه نیویورک‌تایمز در سال ۱۹۲۳ نیز آمده، آن‌جا که زنی به نام لیلیان هندرسون اعضای دو باشگاه مردان مجرد در آتلانتیک‌سیتی را «سیمپ‌های مجرد» خوانده که «جرئت ندارند ازدواج کنند و خسیس‌تر از آن‌اند که درآمدشان را با همسر تقسیم کنند.»
در دههٔ ۱۹۸۰، معنای واژهٔ سیمپ تغییر کرد و به‌معنای مردی «نرم‌خو» یا «زیادی همدل» به‌کار رفت. این اصطلاح در میان رپرهای ساحل غربی آمریکا مانند Hugh E.M.C.، تو شورت و E-40 رایج شد. برای نمونه، در آهنگ «Baby Got Back» از سِر میکس ا‌لات در سال ۱۹۹۲ آمده: «خیلی از سیمپ‌ها این آهنگ را دوست نخواهند داشت». توپاک هم در آهنگ خود در سال ۱۹۹۵ از این واژه استفاده کرده است. در آهنگ سال ۱۹۹۹ گروه Three 6 Mafia به نام «Sippin' on Some Syrup»، واژهٔ سیمپ در برابر واژهٔ پیمپ (pimp) قرار گرفته است. تو شورت گفته است که سیمپ، «نسخهٔ تقلبی پیمپ» است.
در برخی منابع، سیمپ به‌صورت «Sucker Idolizing Mediocre Pussy» (احمقی که مجذوب زن‌های معمولی است) هم معنا شده که بازتابی از منشأ جنسیتی این واژه است. نخستین بار این واژه در سایت Urban Dictionary در سال ۲۰۰۳ تعریف شد. تا دههٔ ۲۰۱۰، واژهٔ سیمپ در میان رپرها رواج داشت، اما سپس به جامعه‌های آنلاین مردسالارانه مانند منواسفر، اینسل‌ها، و فروم‌های MGTOW (مخفف: مردانی که راه خود را می‌روند) وارد شد و در کنار واژه‌هایی مانند کاک، بتا و شوالیهٔ سفید به‌کار رفت.
محبوبیت این واژه در سال ۲۰۱۹ در تیک‌تاک اوج گرفت و به‌سرعت به توییچ و توییتر نیز گسترش یافت. طبق آمار گوگل ترندز، علاقه به این واژه در بازهٔ اواخر ۲۰۱۸ تا اواخر ۲۰۱۹ دو برابر شد. برخی از طرفداران سلبریتی‌ها خود را به شوخی «سیمپ» آن‌ها می‌خوانند. برخی نویسندگان مانند Magdalene Taylor در مجلهٔ MEL Magazine می‌گویند این واژه اغلب به‌صورت طنز و شوخی استفاده می‌شود. ناتان گریسون در سایت Kotaku می‌نویسد که ریشه‌شناسی دقیق این واژه دشوار است.

## کاربرد امروزی
در ژوئیهٔ ۲۰۲۰، حساب رسمی توییتر Archie Comics اعلام کرد که کسانی را که در یوتیوب شخصیت آرچی اندروز را «سیمپ» بنامند، از کانال خود حذف خواهد کرد. اما به‌نظر می‌رسید این اعلام صرفاً برای جلب توجه بازاریابی ویروسی بوده باشد، چون درواقع کسی چنین نظری نداده بود.
در اوت ۲۰۲۰، بیل شورتن، سیاست‌مدار استرالیایی، در تلویزیون ملی گفت که اسکات موریسون باید مراقب باشد که در نظر مردم «یک سیمپ برای دونالد ترامپ» جلوه نکند.
در سپتامبر همان سال، کاربران ردیت چالشی به‌نام «سپتامبر بدون سیمپ» راه انداختند که مشابه نو نات نوامبر بود. در این چالش، کاربران متعهد می‌شدند که عکس زنان را پسند (لایک) نکنند، پورنوگرافی تماشا نکنند و به کارگران جنسی آنلاین (مثل ای‌گرل‌ها) پول ندهند.
در نوامبر ۲۰۲۰، در مطلبی از مجلهٔ Vox دربارهٔ کمدی شرم‌آور در تیک‌تاک، شخصیت «آقای سیمپ سکشوال» که توسط کاربر Nate Varrone ساخته شده بود، معرفی شد. به گفتهٔ او، این شخصیت مردی از میشیگان است که به‌طرز اغراق‌آمیزی به دنبال عشق از‌دست‌رفته‌اش، ملیسا، است.
در ژانویهٔ ۲۰۲۱، مجلهٔ ووگ گزارش داد که صفحه‌ای در اینستاگرام با هویت «سیمپ‌های عاشق» برای جان اساف، نامزد سنای آمریکا از ایالت جورجیا، ساخته شده بود. او در ۲۰ ژانویهٔ ۲۰۲۱ به عنوان سناتور سوگند یاد کرد.

## بازخورد عمومی
با گسترش کاربرد واژه، معنای آن نیز رقیق شد. در آوریل ۲۰۲۰، مقاله‌ای در Men's Health این واژه را «تحقیرآمیز» توصیف کرد و گفت که اکنون کافی است مردی فقط زنی را تحسین کند تا به‌عنوان «سیمپ» برچسب بخورد.
هیلی سوئن در The Tab نوشت که واژهٔ سیمپ جای پسر نرم‌خو (softboi) را گرفته است: پسری شکست‌خورده در روابط که بیش‌ازحد مهربان و محترم است، اما از طرف دیگران جدی گرفته نمی‌شود.
به نوشتهٔ ایونینگ استاندارد، این واژه می‌تواند در نقد روابط ناسالم مفید باشد، اما درعین‌حال بار توهین‌آمیز بالقوه‌ای هم دارد. نیویورک‌تایمز این واژه را توهینی زن‌ستیزانه توصیف کرده که نارضایتی از برابری جنسیتی را نشان می‌دهد.
آنا ماریا از The Daily Dot می‌نویسد که این واژه در بیشتر موارد طنزآمیز و بدون بار زن‌ستیزانه است، اما در جوامع ضدزن کافی است کسی فقط به زنی احترام بگذارد تا «سیمپ» تلقی شود. تیلور نیز می‌نویسد که واژهٔ سیمپ بیشتر از آن‌که معنای خاصی داشته باشد، ابزاری برای حملهٔ مردان زن‌ستیز به مردانی است که با زنان محترمانه رفتار می‌کنند.

### ممنوعیت در توییچ
در مه ۲۰۲۰، وب‌سایت Kotaku گزارش داد که پلتفرم توییچ شروع به حذف ایموت‌های حاوی واژهٔ «سیمپ» کرده است. در بیشتر موارد، این ایموت‌ها فقط شامل یک شخصیت خیالی با تابلوی «SIMP» بودند. در دسامبر ۲۰۲۰، توییچ اعلام کرد که استفاده از واژه‌های «سیمپ»، «اینسل» و «با‌کره» در شرایط خاصی ممنوع خواهد شد و افزود که ایموت‌های حاوی این واژه‌ها دیگر تأیید نخواهند شد.
بازخوردها نسبت به این ممنوعیت منفی بود. برایان رولی از The Daily Dot نوشت که اجرای چنین ممنوعیتی بسیار دشوار خواهد بود. Gizmodo نیز به‌طعنه نوشت: «سیمپ‌ها و باکره‌های واقعی هنوز در توییچ خوش‌آمد دارند». Ars Technica نیز توییچ را به‌دلیل واکنش‌های متناقضش نسبت به رفتارهای مسئله‌دار، مورد انتقاد قرار داد.
برخی استریمرها در مصاحبه با Kotaku گفتند که استفاده از این واژه در کانال‌شان بیشتر شوخی بوده است. یکی از آن‌ها گفت که استفاده از ایموت سیمپ در جامعهٔ او «تنها یک شوخی بی‌ضرر» است.